# Bulbul de Maurice
Hypsipetes olivaceus
Espèce
Statut de conservation UICN

 VU D1 : Vulnérable
Le Bulbul de Maurice (Hypsipetes olivaceus) est une espèce de passereaux de la famille des Pycnonotidae, endémique de l'île Maurice.